# Guadalupe Pérez Domínguez
Guadalupe Pérez Domínguez (Cuauhtémoc, Chihuahua, 25 de junio de 1972) es una política mexicana, miembro del partido Movimiento Regeneración Nacional (Morena) y con anterioridad, del Partido Revolucionario Institucional (PRI). Fue diputada federal de 2009 a 2012.

## Biografía
Guadalupe Pérez es licenciada en Derecho egresada de la Universidad Autónoma de Chihuahua. Es miembro activo del PRI desde 1995. 
Inició su carrera pública en la Junta Municipal de Agua y Saneamiento de Cuauhtémoc, Chihuahua, donde fue jefa de operación y mantenimiento de 1989 a 1993 y asesor de la dirección técnica  de 1993 a 1994. En 1995 fue auxiliar técnico de la comisión de Patrimonio y Hacienda del Congreso de Chihuahua.
De 1998 a 2001 fue presidenta del Frente Juvenil Revolucionario del PRI en Cuauhtémoc, y simultáneamente, regidora al Ayuntamiento, siendo presidido por Humberto Pérez Mendoza del PAN. De 2001 a 2004 fue jefe de gobernación en el municipio, siendo alcalde Israel Beltrán Montes, de 2004 a 2007 fue coordinador técnico de Asesores del grupo parlamentario del PRI en el Congreso de Chihuahua y de 2007 a 2009 asesor del mismo grupo parlamentario.
De 2005 a 2009 fue secretaria general del comité estatal del PRI, ocupando interinamente la presidencia del partido en 2007.
De 2000 a 2003 fue diputada federal suplente por el Distrito 7 de Chihuahua, siendo propietario Jorge Esteban Sandoval pero sin llegar a ocupar la titularidad de la misma. En 2009 fue postulada y electa como diputada propietaria por el mismo distrito electoral, a la LXI Legislatura que concluyó en 2012. En la Cámara de Diputados fue secretaria del Centro de Estudios de Derecho e Investigaciones Parlamentarias, y de la comisión Especial para la Familia; así como integrante de las de comisiones de Desarrollo Rural; Especial para Analizar los Esquemas de Tercerización de Servicios en el Sector Público; de Fortalecimiento del Federalismo; y de Puntos Constitucionales.
Tras concluir su periodo como diputada, ocupó la delegación estatal de la Comisión Nacional para la Protección y Defensa de los Usuarios de Servicios Financieros (CONDUSEF) en Chihuahua de 2013 a 2015. En 2019 renunció a su militancia en el PRI y en 2021 fue postulada por Nueva Alianza y Morena como candidata a la presidencia municipal de Cuauhtémoc en las elecciones de dicho año, no obteniendo el triunfo.
En octubre de 2021 fue nombrada subdirectora regional de Secretaría de Bienestar en la Región 02 en Cuauhtémoc, cargo que ocupa hasta el 15 de febrero de 2024. En 2022 se afilió a Movimiento de Regeneración Nacional (Morena) y se convierte en Consejera Estatal del Partido por el Séptimo Distrito.